# Gunlög Fur
Gunlög Maria Fur, född 29 juli 1957 i Danderyd, är professor i historia vid Linnéuniversitetet. 

## Biografi
Gunlög Fur disputerade 1993 vid University of Oklahoma, USA, med en avhandling om svenskarnas relationer till lenape-indianerna i kolonin Nya Sverige under mitten av 1600-talet, i jämförelse med samtidiga kontakter mellan samer och den svenska kronan. 
Indianer och samer och deras relation till statsmakten har fortsatt att vara hennes grundläggande empiriska studieområden. Hennes undersökning Colonialism in the Margins. Cultural encounters in New Sweden and Lapland (2006) utgör en utvidgad och omarbetad version av doktorsavhandlingen. I A Nation of Women. Gender and Colonial Encounters Among the Delaware Indians (2009) behandlas de genomgripande och brutala förändringar som lenape-indianernas samhälle genomgick under 1600- och 1700-talen. Gunlög Fur ägnar särskild uppmärksamhet åt de avgörande kulturella betydelser som könsskillnader tillskrevs hos lenape-indianerna.

## Utnämningar (i urval)
Utsedd till framstående forskare vid Linnéuniversitetet 2016.
Gunlög Fur invald i Kungliga Vitterhetsakademin som arbetande ledamot i den historisk-antikvariska klassen sedan 2014.